# Amphilophium
Amphilophium es un género con 23 especies de bejucos pertenecientes a la familia Bignoniaceae.

## Descripción
Son bejucos, las ramitas agudamente hexagonales con ángulos acostillados, dendroide-pubescentes al menos en las costillas; campos glandulares interpeciolares ausentes; pseudoestípulas foliáceas, tempranamente caducas. Hojas 2–3-folioladas, a veces con un zarcillo trífido, folíolos ovados a subredondeados, 2.5–16 cm de largo y 2.1–10.7 cm de ancho, ápice acuminado a obtuso, base truncada a asimétricamente cordada, variablemente dendroide-pubescentes, a veces también con tricomas simples, especialmente en la haz. Inflorescencia una panícula angosta terminal, las ramas variadamente dendroide-pubescentes, flores rojo-purpúreas en la antesis; cáliz doble, el interior 2–3-labiado, el exterior más o menos 5-labiado, formando un margen arrugado; corola tubular, bilabiada, 2.4–3.5 cm de largo, los 2 lobos superiores fusionados, los 3 lobos inferiores fusionados y 1.3–1.8 cm de largo, los 5 lobos permanecen más o menos fusionados hasta que un polinizador los separa, glabros a escasamente simple puberulentos por fuera; ovario ovado-cilíndrico, ligeramente comprimido en la base, 2–3 mm de largo y ca 2 mm de ancho, pubescente con tricomas simples y dendroides; disco anular-pulviniforme, 1 mm de largo y 3–4 mm de ancho. Cápsula redondeado-oblonga, algo aplanada, 3.9–9.5 cm de largo y 2.5–3.8 cm de ancho, la superficie obscura, densamente lepidota; semillas puberulentas y alas mayormente cafés.

## Taxonomía
El género fue descrito por Carl Sigismund Kunth  y publicado en Journal de Physique, de Chimie, d'Histoire Naturelle et des Arts 87: 451. 1818. La especie tipo es: Amphilophium paniculatum (L.) Kunth.

## Especies
| - Amphilophium aschersonii - Amphilophium blanchetii - Amphilophium blanchetti - Amphilophium crucigerum (L.) L.G.Lohmann - bejuco de perdiz en Cuba - Amphilophium ecuadorense - Amphilophium effusus - Amphilophium glanduliferum - Amphilophium glaziovii - Amphilophium jelskii - Amphilophium macrophyllum - Amphilophium molle - Amphilophium mollicomum | - Amphilophium mutisii - Amphilophium oxylophium - Amphilophium paniculatum - Amphilophium pannosum - Amphilophium paraguariense - Amphilophium perbracteatum - Amphilophium pilosum - Amphilophium pubescens - Amphilophium purpureum - Amphilophium sandwithii - Amphilophium vauthieri - Amphilophium xerophilum |